# 마법소녀 위치
마법소녀 위치는 SIP 애니메이션이 제작한 TV 애니메이션 시리즈이다. 2004년 12월 18일부터 2005년 8월 17일까지 ABC 키즈, 툰 디즈니에서 방영되었다.
대한민국에서는 2005년 11월 4일부터 2006년 2월까지 SBS에서 방영되었다.

## 줄거리
수호자는 메리디안 왕국의 공주, 왕좌의 후계자인 포보스의 누이를 찾고있는 악당 포보스와 세드릭에세서 메리디안을 구해야한다. 그들은 나중에 그녀와 수호자를 발견하여 그녀를 포보스로부터 구하기 시작하게 된다. 메리디안이 악에서 해방되고 진정한 상속인이 왕위를 차지할때, 네리사라는 신비한 마법사가 포보스의 최고 파수꾼들을 풀어 복수의 기사로 개혁한다. 수호자가 마법사와 이전 수호자를 재결합하려는 악의 계획에 대해 더 많이 알게되면, 이전 수호자가 그들을 공격할뿐만 아니라 더 강력한 파괴 기사단을 갖추기 위해 기사단을 물리칠수 있다.

## 등장인물
- 윌 밴덤
- 이르마 레어
- 테러니 쿡
- 헤이 린
- 코넬리아 핼리